# Cod PM
Codul PM reprezintă codul asociat monumentelor istorice enumerate în Lista Patrimoniului Mondial.